# Madara (compañía)
Madara JSC es una sociedad anónima con sede en la ciudad de Shumen, Bulgaria, dedicada a la producción de maquinaria, y especializada en la producción de instrumentos y partes para la industria agrícola.

## Historia

### Inicios
Fundada inicialmente para la producción de vehículos con asesoría soviética en 1954, fue abierta oficialmente en 1957, montándose las líneas de producción de estampado, forja y maquinados, hechas para la fabricación de válvulas, engranajes y transmisiones, en el marco de la industrialización promovida por el gobierno comunista búlgaro; que buscaba crear una nueva base industrial direccionada a la diversificación económica del país, siempre dependiente del sector agrícola.
Se comienza la producción de camiones bajo licencia de la GAZ de Rusia en 1958, que cede los derechos para el camión GAZ-51 inicialmente. Luego, se inicia un proceso de transferencia tecnológica, para iniciar la fabricación de partes, como transmisiones y cajas de cambios, y posteriormente; la de piezas de acero estampado para las carrocerías de los vehículos a producirse. Posteriormente, la variante GAZ-53A es comenzada a fabricar, y partes esenciales como sus ejes de transmisión ocupan hasta el 50% de su producción.

### Década de los 60
En 1960 se inicia un proceso de mejora y actualización tecnológica, de manos de ingenieros soviéticos de la planta de camiones de la fábrica ZIL.
Ya en 1966 la GAZ cede la totalidad de derechos para la producción de los modelos descritos anteriormente, y se comienza a divesificar las líneas, iniciándose la producción de maquinaria militar, en el caso del chasis para la artillería autopropulsada Tipo-22.
En el mismo año, y después de presentarse los prototipos de preserie; se da inicio a la producción de los camiones Rila-7 (en búlgaro: Рила-7), una variante del GAZ-53A. La producción inicial en la fábrica se hacía en una cuantía de 10 unidades mensuales, todas ellas eran de conjuntos CKD traídos desde la URSS; y ya en 1967 se producían hasta 200 unidades con material de origen local.
En 1968 se inician las obras de expansión de las instalaciones en un terreno de 80 acres conexo a la anterior facilidad de producción, en ésta planta se comienzan los trabajos para la instalación de otras líneas adicionales y maquinarias de producción.
En 1969 la producción local llega a sus primeras 5000 unidades, y ese mismo año; se presentan en la feria internacional de la industria en la ciudad de Plovdiv, allí exhiben al público los primeros camiones fabricados del modelo GAZ-53A oficialmente, y se muestran otra clase de creaciones de la compañía.

### 1970 - 1980
En 1970, la firma checoslovaca (ahora checa) Skoda, la rusa LiAZ y la Madara suscriben un acuerdo de cooperación para la producción en conjunto de la producción de ejes traseros para los camiones hechos por ambas firmas.
En 1980, la firma KTA "Madara" asume la producción de forma integral de los ejes de los nuevos modelos MT, los cuales fueron equipados en la serie moderna de los camiones LiAZ-100, a ensamblarse inicialmente y luego a ser producidos completamente, en las instalaciones construidas para tal fin.
Esta serie de modelos venían con un motor diésel de 6 cilindros turbocargado, y el motor contaba con sistema de inyección directa, así los camiones del modelo eran fabricados con dos variantes de motorización -MIU 637 y MIU 638-, cuyas potencias respectivamente eran de 270 caballos de vapor (266 HP) y 304 caballos de vapor (300 HP). Las primeras series de prueba de los citados modelos salieron de la línea de montaje de "Madara" a finales de los 80. 
El 17 de julio de 1981 se firmó un nuevo acuerdo de cooperación entre Checoslovaquia y Bulgaria en el campo de la ingeniería, con el que la planta de Shumen tendría la licencia de producción de las marcas LIAZ y Škoda, y el acuerdo estaría vigente entre el período 1981 - 2000. Por medio de éste, la planta de Shumen se convertiría en la planta de producción de camiones más grande de Bulgaria, y después de 1983, sería el único fabricante de los modelos descontinuados de la firma así como de los elementos frontales, centrales y de los ejes tractores para los modelos en producción de los camiones LIAZ. A mediados de los 80 se otorga también a la planta KTA "Madara" la licencia para producir alrededor de 130.000 chasis para surtir las necesidades de ambas partes y se le encomendó la labor de ensamble de hasta 15.000 camiones para el año 2000, todos ellos del nuevo modelo Škoda MTS-100.
La producción del viejo modelo Škoda MTS se culminó oficialmente en 1988. Para entonces, se hicieron pequeños lotes de las transmisiones y el ensamble del nuevo modelo LIAZ 100-471. Durante 1987, las instalaciones se utilizaron para la producción de la serie LIAZ 100-050, y un año más tarde se empiezan a ensamblar todos los modelos de la serie 110, por ejemplo las series 110-010, 110-030, 110-850 y tractores para el transporte internacional de 110 471 y 110 551, la carga máxima alcanzada respectivamente 290 y 305 CV
A principios de 1989, la KTA "Madara" asumió la íntegra fabricación de volquetas de los modelos LIAZ 150-260, y a finales del mismo año la fábrica comenzó a ensamblar el primer tipo de volquete 151, y las primeras 1000 copias del GAZ-66 de 2,5 toneladas.
A partir de este período, el promedio de producción anual de la KTA "Madara" incluyó cerca de 3.000 camiones GAZ-53A, y cerca de 3.200 unidades para la línea de camiones de la marca LIAZ, y más del 90% de las piezas usadas en la producción de los dos modelos básicos venían directamente de la misma fábrica.

### 1990-2000
En 1991 la planta KTA "Madara" se transforma en una sociedad anónima, y en 1998, la planta fue privatizada y el 85% de las acciones son ahora propiedad de la sociedad SFK Ltd.
En ese momento la planta contaba con varias instalaciones de producción, las cuales ocupan 246.000 metros cuadrados y el área de logística contaba ocn una extensión de 710 mil metros cuadrados. En esa entonces el precio promedio de un camión LIAZ-Madara era de aproximadamente US$55.000, pero ya en el 2000, las cifras de ventas se redujeron de un 7 a un 10%, dependiendo del tipo de carrocería instalada, y ante los precios más económicos de los modelos importados. 
Como una forma de promover la comercialización de los camiones LIAZ-Madara, se propuso un movimiento estratégico para atraer a nuevos clientes, lo que no condujo al resultado esperado, y las ventas de la planta de Shumen bajaron a niveles críticos, llegando hasta 40 unidades vendidas en todo ese año, sumiendo al mismo tiempo a la planta en crisis. Las ventas del LIAZ 100 así como su producción en la República Checa se habían detenido oficialmente, tras la quiebra de la LIAZ. Actualmente la fábrica opera, pero ya en la forma de sociedad anónima, y es líder local en la producción de maquinaria agrícola.

## Producción
En el período entre 1971 y 1975, la KTA "Madara" había exportado a Checoslovaquia 10.800 unidades de transmisiones del modelo tipo puente RT, y ya entre 1976 y 1980 el volumen de entregas llegó a las 54.800 unidades (incluyendo 2700 unidades de ejes traseros y ejes para camiones MT 100). De 1978 a 1984, el número de transmisiones entregadas a la checoslovaca (luego del fin del acuerdo con el fabricante LiAZ ruso) LIAZ llegó a 122.700 transmisiones del tipo RT y MT 100. Desde el principio de la cooperación con LIAZ en 1970 y hasta abril de 1989, en las instalaciones de la KTA "Madara" se habían ensamblado más de 27.000 camiones de la marca checa, y se construyeron más de 19.000 chasis para ayudar a la producción de buses de la planta "Chavdar" en Botevgrado. Un hecho poco conocido es que LIAZ tuvo una participación alta en la construcción de la planta "Vasil Kolarov" en Varna, donde se instaló una fábrica de motores diésel bajo licencia, adquirida a la firma británica Perkins.

## Productos

### Actuales
- Arados.
- Segadoras.
- Máquinas de siembra automatizada.
- Tractores (bajo licencia ChTZ)[2]

### Anteriores
- GAZ-51
- Rila-7
- GAZ-52
- GAZ-53
  - GAZ-53A
  - Madara-400